# Тібор Червеняк
Тібор Червеняк (угор. Tibor Cservenyák, 8 серпня 1948) — угорський ватерполіст.
Олімпійський чемпіон 1976 року, срібний призер 1972 року.
Чемпіон світу з водних видів спорту 1973 року, срібний призер 1975, 1982 років.
Чемпіон Європи з водного поло 1974 року, срібний призер 1970, 1983 років, бронзовий призер 1981 року.